# Jacopo Avanzi

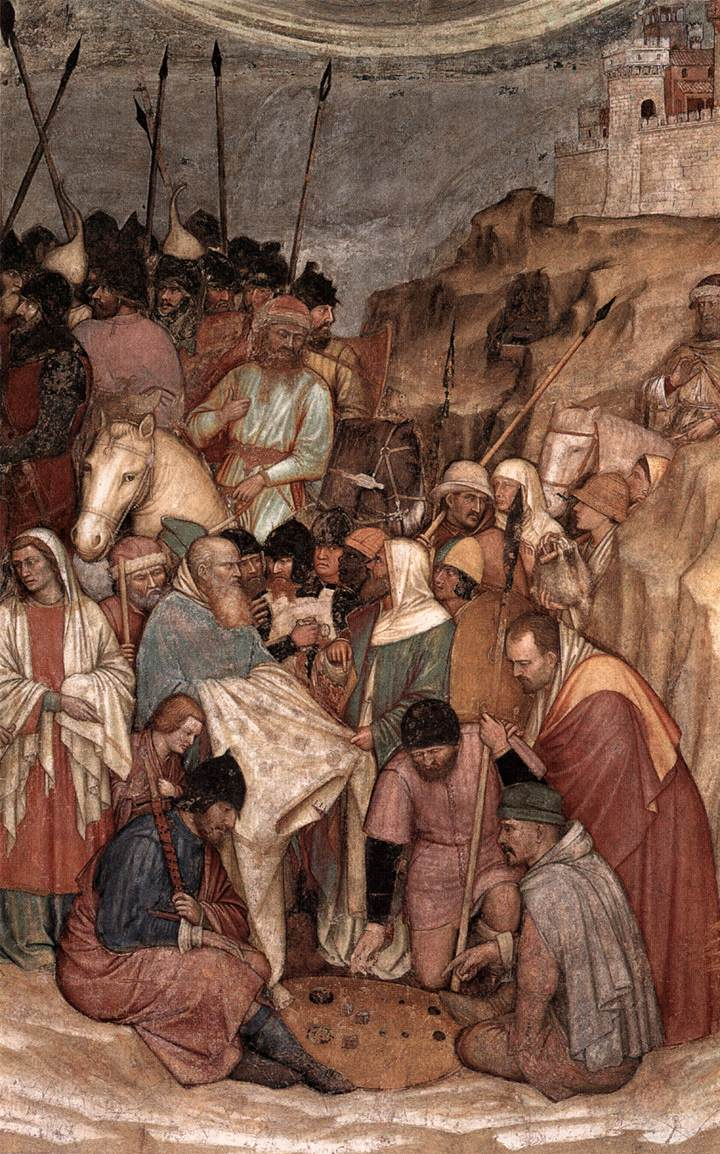
Detalhe do afresco da Crucificação na Capela de San Giacomo, em Pádua.

Jacopo d'Avanzi, também conhecido como Jacopo Avanzi ou Jacopo de Avanzi (1350 — 1416) foi um pintor italiano do começo da Renascença.
Nascido em Pádua ou Bolonha, supostamente estudou com Vitale da Bologna. Seus mais importantes trabalhos, os afrescos nas Capelas San Felice e San Giorgio na Basílica de Santo Antonio de Pádua, foram executados em 1376, com Altichiero da Zevio. A família Avanzi é uma família muito importante para a arte.